# Chile i olympiska vinterspelen 1956
Chile deltog med 3 deltagare vid de olympiska vinterspelen 1956 i Cortina d'Ampezzo. Ingen av landets deltagare erövrade någon medalj.

## Alpin skidåkning
- Arturo Hammersley
- Sergio Navarrete
- Vicente Vera